# Suhuskune
Suhuskune (en francès i oficialment Suhescun), és un municipi de la Baixa Navarra (Nafarroa Behera), un dels set territoris que formen Euskal Herria, al departament dels Pirineus Atlàntics i a la regió de la Nova Aquitània. Limita amb les comunes d'Iholdi al nord, Landibarre i Ainhize-Monjoloze a l'est, Irisarri a l'oest i Jatsu al sud..

## Demografia
| Evolució de la població |      |      |      |      |      |      |      |      |
| 1793                    | 1800 | 1806 | 1821 | 1831 | 1836 | 1841 | 1846 | 1851 |
| 451                     | 428  | 464  | 397  | 534  | 498  | 504  | 502  | 463  |

| 1856 | 1861 | 1866 | 1872 | 1876 | 1881 | 1886 | 1891 | 1896 |
| ---- | ---- | ---- | ---- | ---- | ---- | ---- | ---- | ---- |
| 453  | 415  | 331  | 355  | 362  | 350  | 332  | 310  | 296  |

| 1901 | 1906 | 1911 | 1921 | 1926 | 1931 | 1936 | 1946 | 1954 |
| ---- | ---- | ---- | ---- | ---- | ---- | ---- | ---- | ---- |
| 316  | 319  | 290  | 264  | 288  | 271  | 280  | 303  | 279  |

| 1962 | 1968 | 1975 | 1982 | 1990 | 1999 | 2006 | 2011 | 2016 |
| ---- | ---- | ---- | ---- | ---- | ---- | ---- | ---- | ---- |
| 276  | 241  | 219  | 194  | 198  | 205  | -    | -    | -    |

| 2019 | - | - | - | - | - | - | - | - |
| ---- | - | - | - | - | - | - | - | - |
| -    | - | - | - | - | - | - | - | - |

## Administració
| Data d'elecció                               | Identitat      | Qualitat |
| -------------------------------------------- | -------------- | -------- |
| Les dades anteriors a 1995 són desconegudes. |                |          |
| 1995                                         | Benat Eliceits |          |
| 2001                                         | Benat Eliceits |          |